# Brooke Hogan
Brooke Ellen Bollea (Tampa, 5 de maio de 1988) é uma cantora estadunidense.

## Biografia
Nasceu em Tampa, no estado da Flórida, filha mais velha do profissional luta-livre Hulk Hogan (Terrence Gene "Terry" Bollea) e sua esposa Linda Bollea, e irmã mais velha de Nick Bollea, e prima de Kristin Hogan. Apareceu no reality show Hogan Knows Best, que seguiu a sua família, e estreou em 10 de julho de 2005 nas emissoras VH1 e MTV.
No colegial, ela fez aulas de dança e voz, ginástica e foi líder de torcida. Ela ingressou na esquadra da sua escola, Clearwater Central Católica, em seu primeiro ano. Brooke ganhou seu diploma de ensino médio aos dezesseis anos.
No início de 2002, Brooke procurou Lou Pearlman, cantou para ele e tocou piano. Pearlman ficou impressionado, e Brooke assinou contrato com a gravadora Trans Continental Records. Ao mesmo tempo, ela passou a ter como empresário Larry Rudolph (empresário de Britney Spears). Em 2005, Larry apareceu no 3.º episódio da 1.º temporada do reality show Hogan Knows Best, onde Brooke estava gravando algumas canções, como Uh Oh e By Heart. As músicas não foram apresentadas em qualquer um dos álbuns de Brooke, mas foram executadas em várias boates de Miami.
Seu primeiro single nas paradas do Estados Unidos foi "Everything to Me". Produzido por Shepard e Kenny Gioia em 2004, como parte de seu álbum This Voice, o single foi lançado em 27 de julho de 2004. E conseguiu a 97.ª posição na Billboard Hot 100. O álbum foi planejado para ser lançado em 24 de setembro de 2004, mas isso nunca aconteceu.
Em 2006, Brooke mudou de gravadora e assinou com a SoBe Entertainment. Foi através da SoBe que Brooke conseguiu lançar seu primeiro álbum. Undiscovered, foi lançado 24 de outubro de 2006, e o primeiro single, "About Us", ficou quatro meses no Hot 100 da Billboard.
Brooke apareceu na edição de novembro de 2006 da revista FHM, tornando-se a primeira "modelo de capa da FHM" com menos de 21 anos.
Em 2007 o canal VH1 exibiu a 4.ª e última temporada do reality show Hogan Knows Best; no mesmo ano os pais de Brooke se divorciaram. No ano seguinte Brooke ganhou seu próprio programa, Brooke Knows Best, atualmente em sua 2.ª temporada. Na nova temporada Brooke também mostra o processo de gravação de seu novo álbum, The Redemption, lançado em 21 de julho de 2009. Também atuou como atriz no cinema.

## Carreira

### Cinema
- Little Hercules in 3-D (2009)
- Devour (2010)

### Televisão
- 2005–2007: Hogan Knows Best
- 2008–atual: Brooke Knows Best
- 2009: Intervention
- 2012: Sand Sharks

### Discografia
- Undiscovered (2006)
- The Redemption (2009)

### Singles
- "Everything to Me"
- "About Us"
- "For a Moment"
- "Falling"
- "Hey Yo!"